# Cours Amarante
Pour les articles homonymes, voir Amarante.
Le cours Amarante (en néerlandais : Amarantenhof) est une rue bruxelloise de la commune de Woluwe-Saint-Pierre qui va de la rue David Van Bever à la venelle Bleue.

## Historique et description
Son nom fait référence à la couleur rouge amarante des Fédéralistes démocrates francophones (anciennement Front démocratique des francophones), parti politique du Bourgmestre qui créa le quartier des Venelles.